# Torbjörn Nilsson (hockey sur glace)
Pour les articles homonymes, voir Torbjörn Nilsson.
Torbjörn Nilsson (né le 6 février 1955) est un joueur professionnel suédois de hockey sur glace.

## Biographie

### Carrière en club
Il commence sa carrière en senior avec le Skellefteå AIK en 1975. Au cours du repêchage amateur dans la LNH 1975, il est sélectionné en douzième ronde, en cent quatre-vingt-douzième position par les Flames d'Atlanta.

## Statistiques

### En club
| Saison    | Équipe         | Ligue      |    | Saison régulière | Saison régulière | Saison régulière | Saison régulière | Saison régulière |    | Séries éliminatoires | Séries éliminatoires | Séries éliminatoires | Séries éliminatoires | Séries éliminatoires |
| Saison    | Équipe         | Ligue      | PJ | B                | A                | Pts              | Pun              | PJ               | B  | A                    | Pts                  | Pun                  |                      |                      |
| 1972-1973 | Skellefteå AIK | Division 1 | 5  | 1                | 0                | 1                | 2                | --               | -- | --                   | --                   | --                   |                      |                      |
| 1973-1974 | Skellefteå AIK | Division 2 | 18 | -                | -                | -                | -                | --               | -- | --                   | --                   | --                   |                      |                      |
| 1974-1975 | Skellefteå AIK | Division 1 | 27 | 9                | 4                | 13               | 0                | 5                | 1  | 1                    | 2                    | 0                    |                      |                      |
| 1975-1976 | Skellefteå AIK | Elitserien | 32 | 7                | 7                | 14               | 4                | --               | -- | --                   | --                   | --                   |                      |                      |
| 1976-1977 | Skellefteå AIK | Elitserien | 27 | 10               | 6                | 16               | 8                | --               | -- | --                   | --                   | --                   |                      |                      |
| 1977-1978 | Skellefteå AIK | Elitserien | 3  | 0                | 0                | 0                | 0                | --               | -- | --                   | --                   | --                   |                      |                      |